# Dottore improvvisato
Dottore improvvisato (The Duck Doctor) è un film del 1952 diretto da William Hanna e Joseph Barbera. È il sessantaquattresimo cortometraggio della serie Tom & Jerry distribuito il 26 febbraio del 1952. Il cartone rappresenta la seconda apparizione di Quacker (già apparso in S.O.S. paperina) anche se con la natura di un giovane anatroccolo selvatico con le penne verdi anziché gialle.

## Trama
Dopo aver perso il suo stormo ed essere stato sparato da Tom all'ala, Quacker chiede aiuto a Jerry che riesce a medicarlo facendolo guarire. Sfortunatamente per l'anatroccolo risulta difficile tornare dai suoi cari per colpa di Tom che lo prende a fucilate alla coda e subito dopo tenta di ucciderlo. Jerry benda anche questa volta Quacker e gli lega alla zampa una fune con un'incudine, non permettendo così al gatto di catturarlo. Alla fine, quando Quacker spicca il volo con l'incudine ancora legata, Tom fa un ultimo tentativo, ma anche questa volta fallisce sbagliando la mira, colpendo la fune e rimanendo ucciso dall'incudine. Quacker può così ritornare dalla sua famiglia togliendosi le bende e ringraziando con affetto Jerry.